# 沃爾夫岡·伊瑟爾
沃尔夫冈·伊瑟尔（Wolfgang Iser,1926年7月22日—2007年1月24日）德国美学家、文学批评家，接受美学创始人。康斯坦茨大学教授。

## 生平
生於薩克森州，受英伽登（Ingarden）的现象学美学影响，从微观方面研究文本与读者的相互作用和关系，着重揭示文学阅读的心理过程。对文学的作品与文本作了区分，认为文学作品有艺术的一极（即文本）和审美的一极（读者），艺术的极点是作者的文本，而审美的极点则是通过读者来实现的。提出文本的召唤结构理论，认为文学文本的召唤结构由“空白”、“空缺”、“否定”三要素构成由它们来激发读者在阅读中发挥想象来填补空白、空缺，确定新视界，构成文本的基本结构。

## 著作
主要著作有《潜在的读者》，《阅读行为》等。